# Dawny dom redutowo-weselny w Łodzi
Dawny dom redutowo-weselny – kamienica znajdująca się przy ulicy Wólczańskiej 5 w Łodzi.

## Historia
Narożną działkę przy ulicy Wólczańskiej 5 u zbiegu z ulicą 1 Maja (d. Pasaż Szulca) w 1902 roku, od Abrama Glezera, nabyli Moszek Offenbach z żoną Blimą i rozpoczęli według projektu architekta Gustawa Landau-Gutentegera budowę domu o funkcjach mieszkalno-użytkowych.  
Po wojnie użytkownikiem budynku był najpierw Związek Zawodowy Pracowników Państwowych (pracownicy magistraccy) – obiekt pełnił funkcję domu kultury tego związku. Tu mieścił się pierwszy w Łodzi klub literacki "Przełom". Obecnie ma tu siedzibę Teatr Lalek Arlekin. 

## Architektura
Pierwsi właściciele kamienicy urządzili w niej reprezentacyjne sale redutowo-weselne. W następnym roku do nowo wzniesionego budynku dodano od zachodu dwukondygnacyjną galerię. Tak powstał dom dwukondygnacyjny, na planie prostokąta, z cegły, tynkowany, podpiwniczony, z tremplem. Jest to bardzo cenny i czysty stylowo obiekt secesyjny. 
Okna prostokątne, na parterze zamknięte odcinkowo, a na piętrze łukiem pełnym. Dwa szerokie okna na piętrze trójdzielne, z bogata dekoracja roślinną w nadprożach, z kartuszem. Nad wejściem ornamentyka roślinna. W szczytach łuków okiennych i fryzie dekoracje roślinne. Elewacje na cokole, z wydatnym gzymsem wieńczącym. Elewacja północna i wschodnia pokryte delikatnym boniowaniem, wykonanym w tynku.